# ステージガン
ステージガンとは、映画や演劇等で使用する小道具としての銃砲である。おおよそモデルガンや、国によっては日本国の銃刀法で定義される「模造銃」と同種のものと考えて良い。国によって利用できるステージガンの種類や機能がその国の銃器に関する法律に比例するため、様々な形態の物がある。

## 名称
ステージガンと言う呼称は、主に日本で使用される呼称であるが、英語圏では、正確に表記する際は、stage props blank gunsや、stage prop fake gunsといった表記がよくなされる。（主に映画や演劇で使用する大まかな道具として、stage props〜もしくは単にprops〜という言葉がよく使われ、発火する小道具の銃器にはblank gunsという呼称がよく使われる）
従ってstage gunと言う呼称でも特に問題なく通用するが、その呼称自体を間違えた際に特に大きな問題になるような物でもないため、使用される用途などで呼称が下記のように変わる場合があるという程度の認識で特に問題はない。

## ステージガンの種類
一言でステージガンといっても、その使用するシーンによって大まかに2つの種類に大別される。

### プロップガン（ブランクガン・フェイクガン）
プロップガンとは、映画の撮影や演劇などで、俳優が銃撃戦を演じるとき、リアルな発射炎や動作機構を必要とされる際に使用されたり、演出上その銃を構えた近景撮影などで、銃を構えた俳優とのコラボレーションでの格好良さを必要とする際にリアルな外観を必要とする時に使用される物である。主に日本ではモデルガンやエアーソフトガンのような外観的に本物と見まごうばかりの日本製遊戯銃特有の性質を利用して、それらを撮影用に銃刀法の許す範囲で発火機能などを撮影用に改造されたものを使用する場合が多い。最近では更に発火演出を効果的に見せるために、CGなどを合成する場合もある。日本映画創世期には警察官立会いのもと実銃が貸し出され空砲作動で撮影したり所持許可を持った出演俳優の個人所有銃器が撮影に使用されていた事もあった。高倉健主演の『駅 STATION』では数々の実銃が画面に登場し迫力を出す事に成功している。
- CG合成による、発火演出の端的な例（YOUTUBE個人映像）

ハリウッド映画など、銃器規制がゆるやかな国で使用されるプロップガンは、空包発射補助具無しで空包のオートマチック射撃を可能に改造された実銃を使用するのがほとんどである。弾薬としては、弾丸の装着されていない実包の薬莢の先端を潰した物や、ゼリーや紙などで薬莢の先端を埋めた空包を使用する。また、ほとんどのセミ・フルオートマチックの銃器は、発砲時の反動や燃焼ガスを利用して弾の再装填を自動で行う。しかし空包では弾の再装填に必要な反動やガス圧力が実弾に比べて弱いので、通常は最初の1発を撃てば空薬莢が薬室にとどまったままとなり、手動操作しない限り排莢と次弾装填ができなくなってしまう。そこで銃口内部付近にチョーク（絞り）、あるいはレジストレーション（抵抗）と呼ばれる小さな穴の空いた詰め物をねじ込んだり、ショートリコイル等のロッキング機能を解除する為に薬室（チャンバー）付近を削る等の加工を施したりする。こうしたステージガンが銃口側から撮影された場面では、銃口の中に詰め物が見えていることがある。また弾倉や弾帯の弾薬が実弾を模したダミーではなく、明らかに空砲弾であると分かることもある。
火薬なども実銃と同様の物や発火演出向上のため（マズルフラッシュが効果的に出るよう調整された特殊な火薬を使用する）にそれ以上のものを使用する場合が多いため、至近距離で発射する撮影などでは発砲時に飛散するゼリー等の軟体物のカスやその強力な発射炎やガスなどでケガをする俳優も多く、事実死亡事故も発生しているので取扱には注意を要する。
米国では、こういったステージガンを専用に制作するラボが数多くあり、古今東西の実銃をステージガンに改造して在庫し、中にはSF映画などで使用される銃などを特別に設計制作して貸し出すなどしている。英語圏では、特に発火する撮影用銃器に関してはblank guns（ブランクガン）という形で区別される場合がある。

### ラバーガン
映画の撮影などで、俳優がアクションシーンを演じる際、手に持った銃を放り投げたり、グリップで相手を殴るような演出が必要とされる場合に使われる、合成樹脂（「ゴム製」と称されることが多いが、ゴムではなく硬質ウレタン）のステージガンである。前述のような演出を行う場合、通常のプロップガンを使用すると貴重なプロップガンを破損させたり演者を死傷させたりする可能性があるため、安全上の理由により使用される。
このラバーガンが使用されるシーンは基本的に動きが速く、銃自体が注視されるようなシーンはほぼ皆無なので、基本的には非常に粗い作り（一見して銃に見えれば良い）であるが、型取り複製の技術が向上してくると、刻印まで克明に複製・整形されたものも存在する。
基本的な製造法としては、元となるプロップガン（実銃を直接型取りする場合もある）をシリコンなどで型取りし、完成した型に樹脂を流し込み、硬化後に型から抜き、バリ等を落として整形し、必要に応じて塗装（木製のグリップや銃床部分などを表現する）して完成となる。

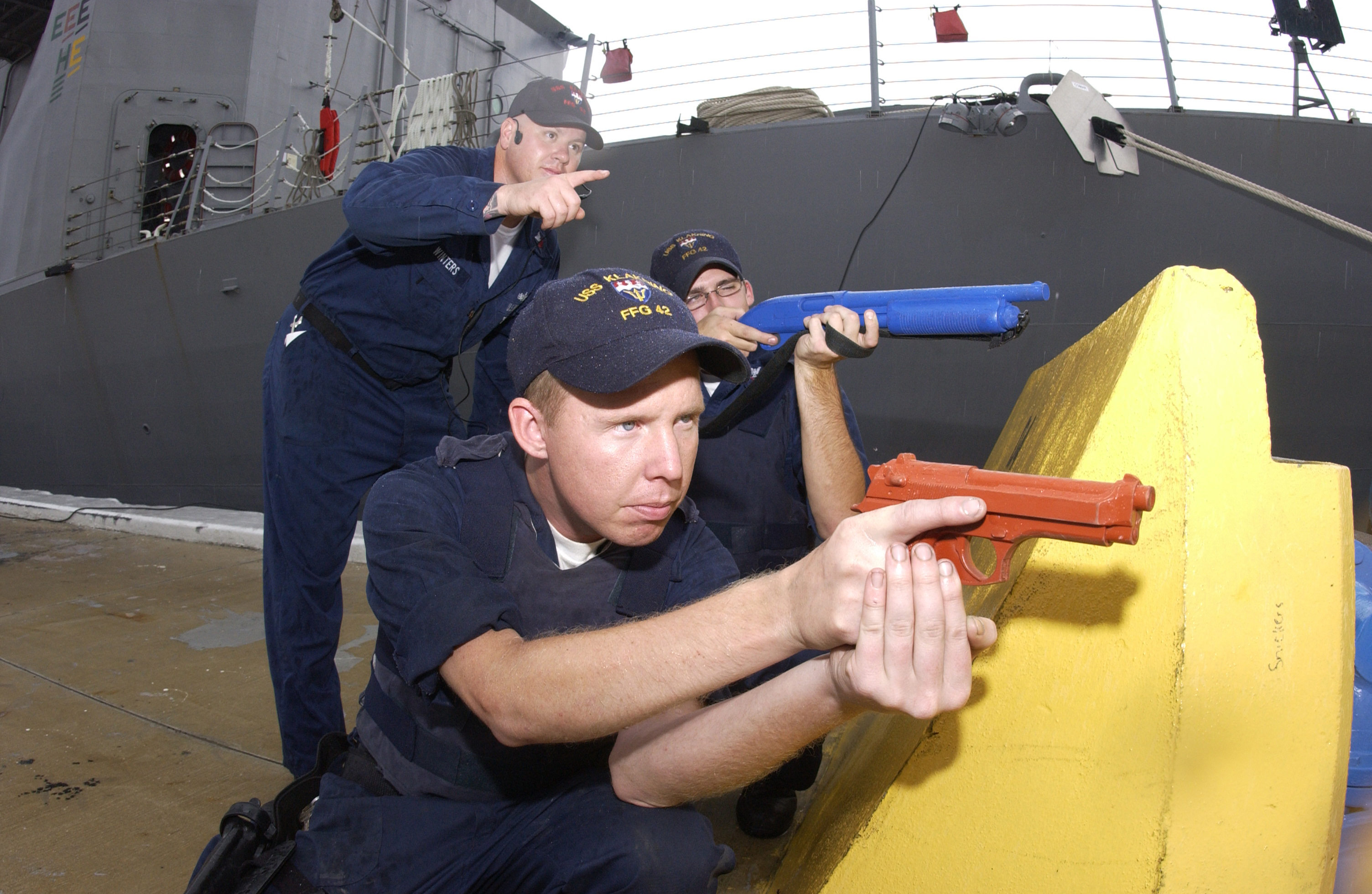
アメリカ海軍の訓練で用いられる、Ｍ870のブルーガンとM9拳銃のレッドガン

上述の映像撮影用の他に、各国の軍隊や警察などでは、基礎的な火器取り扱いや戦術行動、相手を武装解除する際などの銃を用いた格闘戦、川や海など水没し得る環境下での行動など、さまざまな訓練で実銃の代用品としても用いられている。これらの訓練用模擬銃は、実銃との区別のために青または赤の一色で着色（成形）されているため「ブルーガン(Blue Gun)」「レッドガン(Red Gun)」の別名がある（緑または黄緑色のものも存在する）。